# Moussa Kagambega
Moussa Kagambega (nascido em 30 de junho de 1965) é um boxeador burkinabé que competiu nos Jogos Olímpicos de 1988.
Kagambega entrou no evento de peso pluma e recebeu um bye na primeira rodada; na segunda rodada ele combateu contra Omar Catarí da Venezuela mas, infelizmente para Kagambega, ele foi derrotado com um KO no primeiro round da luta após 2 minutos e 5 segundos.